# 峡南橋

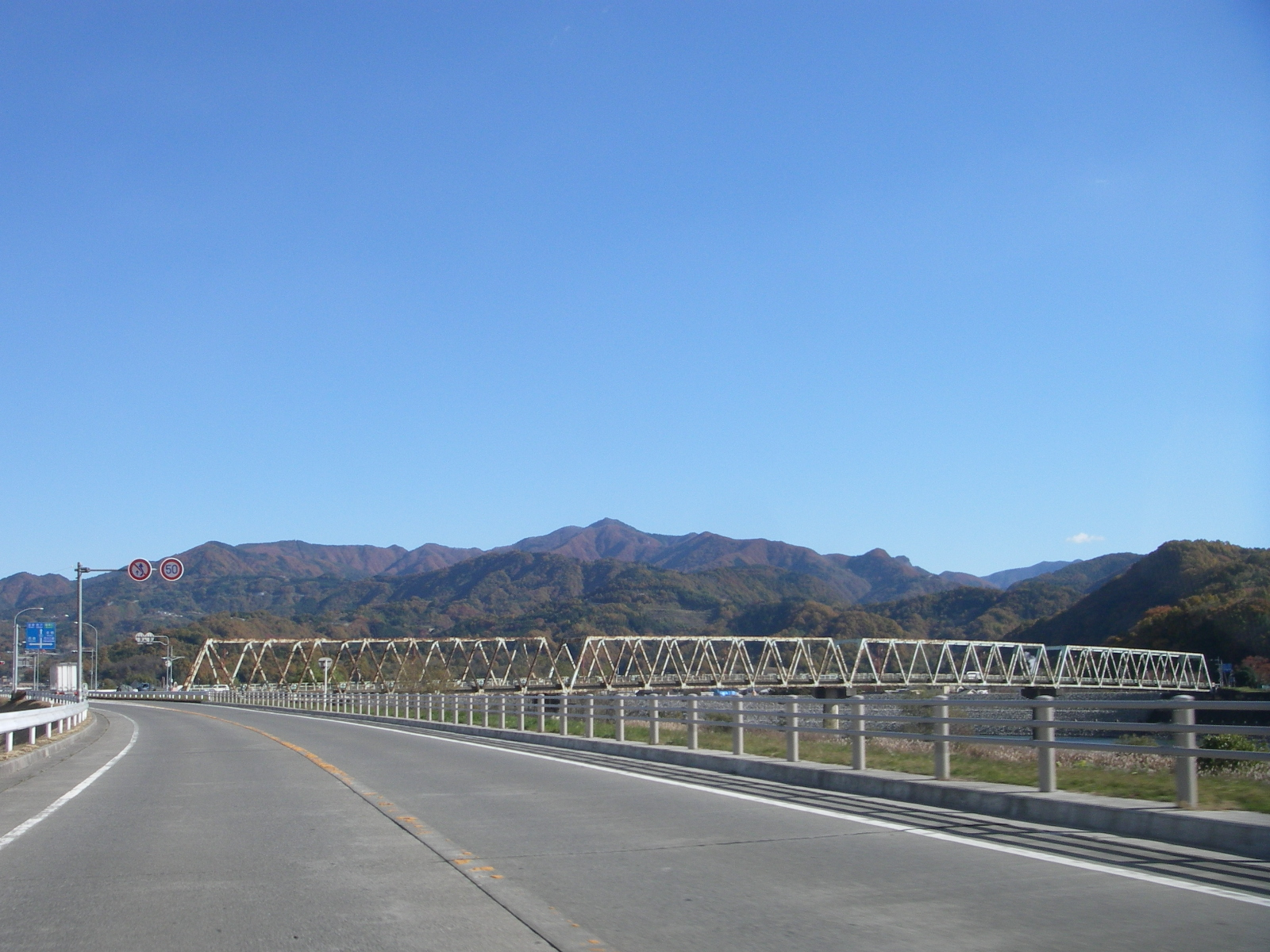
峡南橋

峡南橋（きょうなんばし）は、山梨県南巨摩郡身延町と西八代郡市川三郷町を結ぶ、富士川に架かる橋である。

## 概要
身延町西嶋と市川三郷町岩間を結ぶ橋長278.1m、橋巾8.25mのトラス橋である。
この2町を結ぶ橋として上流側すぐの場所に月見橋（橋長156.4m、橋巾7m）があるが、1930年（昭和5年）竣工と老朽化が進んでいたことから地域住民が同盟を結成し県に架橋を陳情した結果、かつて「岩崎の渡し」（やさきのわたし）と言われた渡し船があったところに架橋されることが決定し、5年の歳月を経て1979年（昭和54年）に竣工した。建設促進に関する記念碑が六郷側にあるほか、西嶋地区側に当地区で製造されている西嶋和紙のマスコットキャラクターが飾られている。
2016年に中部横断自動車道が六郷インターチェンジまで延伸したことから、西嶋地区から中部横断自動車道を利用する場合の重要なアクセス道路になっている。
なお、峡南橋竣工後も月見橋は残され、1984年（昭和59年）に現在の橋に架け替えられている。

## 周辺
- 身延線甲斐岩間駅、久那土駅：ほぼ中間の位置に峡南橋がある。西嶋地域から甲斐岩間駅へ向かう場合、場所によっては月見橋を通ったほうが早い場合がある。
- 道の駅にしじま和紙の里 かみすきパーク